# Clàudia de Lorena
Clàudia de Lorena (en francès Claude de Lorraine), de la casa de Vaudémont, va néixer al palau ducal de Nancy (França) el 2 d'octubre de 1612 i va morir a Viena el 2 d'agost de 1648. Era una noble francesa, filla del duc Enric II (1563-1624) i de Margarida Gonzaga de Màntua (1591-1632).

## Matrimoni i fills
El 17 de febrer de 1634 es va casar a Lunéville amb el seu cosí Nicolau II de Lorena (1612-1670), fill del duc Francesc II (1572-1632) i de Cristina de Salm (1575-1627). Nicolau II assumí per uns mesos la titularitat del ducat de Lorena en abdicar el seu germà  Carles IV, que estava casat amb Nicole, germana de Clàudia. El matrimoni va tenir els següents fills: 
- Ferran Felip (1639-1659)
- Carles V (1643-1690), casat amb Elionor Maria d'Habsburg (1653-1697).
- Anna Elionor (1645-1646)
- Anna Maria (1648)
- Maria Anna Teresa (1648-1661), abadessa de Remiremont

Clàudia va morir a l'edat de 31 anys, en donar a llum els bessons Anna Maria i Maria Anna Teresa.